# 窦宗君
窦宗君，男性，中国共产党党员，中华人民共和国政治人物。

## 生平
窦宗君曾任青岛市农委副主任、市委农工办主任，同市扶贫协作工作办公室党组书记、主任。因在脱贫攻坚战中作出突出贡献，2021年2月25日全国脱贫攻坚总结表彰大会上，窦宗君被授予“全国脱贫攻坚先进个人”荣誉称号。

## 著作
- 《青岛城乡经济社会一体化发展中的问题及对策[]》